# Farouk Sultan
Farouk Sultan (1941-) est le président de la Haute Cour constitutionnelle d'Égypte. Il est nommé à ce poste en 2009 par Hosni Mubarak et a été remplacé par Maher El-Beheiry (en) en 2012.
Lors de la révolution égyptienne de 2011, il acquiert un nouveau rôle lorsque la junte militaire qui prend le pouvoir indique qu'il fera partie du gouvernement intérimaire[réf. nécessaire].
À la tête de la Haute Cour constitutionnelle, il invalide les élections législatives égyptiennes de 2011-2012, qui étaient les premières élections libres de l'histoire de l'Égypte, officiellement pour la non représentativité du peuple égyptien par les élus[réf. nécessaire].